# 업무상 비밀누설죄
업무상 비밀누설죄(業務上秘密漏泄罪)는 의사·한의사·치과의사·약제사·약종상·조산사·변호사·계리사·공증인·대서업자나 그 직무상 보조자 또는 이러한 직에 있던 자가 그 업무처리중 지득(知得)한 타인의 비밀을 누설하거나 종교의 직에 있는 자 또는 있던 자가 그 직무상 지득한 타인의 비밀을 누설하는 죄이다.
3년 이하의 징역이나 금고, 10년 이하의 자격정지 또는 700만원 이하의 벌금에 처한다(317조 1항·2항). 본죄의 주체는 위에서 열거된 자에 국한된다(진정신분범). 행위객체는 업무처리를 한 결과, 또는 직무수행상 알게 된 비밀에 한하므로 가령 이웃이기 때문에 알게 된 사항 같은 것은 포함되지 아니 한다. '비밀'의 의의에 관하여는 학설상 여러 가지 견해가 있으나 객관적으로 일반인이 비밀로 할 것을 원하지 않는 사항을 의미하는 것으로 본다. '누설'이란 그 비밀사항을 모르는 제3자에게 알리는 것을 말하며 그 방법에는 제한이 없다. 법령상 비밀의 누설이 허용되어 있든가 또는 그것이 의무인 경우에는 위법성이 조각된다(예；전염 4조). 본죄의 주체는 대개 증언거부권을 가지고 있으나(형소 149조, 민소 286조), 그 거부권을 행사하지 않고 타인의 비밀에 관하여 증언을 하였을 경우에도 본죄를 구성하지 않는다. 친고죄이다(318조).

## 판례
- 병원에서 분실된 진료기록의 일부를 우연히 습득한 교통사고 피해당사자가 이를 법원에 증거로 제출하더라도 업무상비밀누설죄가 성립하지 않는다.[1]